# Ernesto Gutiérrez
Ernesto Gutiérrez (Buenos Aires, 9 novembre 1927 – 9 dicembre 2006) è stato un calciatore argentino, di ruolo centrocampista.
Vinse il campionato argentino nel 1949, nel 1950  nel 1951.

## Palmarès

### Club

#### Competizioni nazionali
- Campionato argentino: 8

Racing Club: 1949, 1950, 1951

### Nazionale
- Campeonato Sudamericano de Football: 2

Ecuador 1947, Cile 1955